# Flame Towers
Las Flame Towers (en azerí: Alov Qüllələri) son los tres rascacielos más altos de Bakú, Azerbaiyán, con alturas de 190 m, 160 m y 140 m. Contienen apartamentos, un hotel y oficinas. Su coste estimado es de US$ 350 millones. La construcción comenzó en 2007 y finalizó en 2012. Las Flame Towers son tres torres: sur, este y oeste.
Las fachadas de las tres torres se transforman en grandes pantallas con el uso de más de 10 000 ledes de alta potencia, suministrados por Traxon Technologies, sucursal de Osram, y Vetas Electric Lighting.

## lluminación
Según una encuesta de skyscrapercity.com, un importante foro de arquitectura y urbanismo, la iluminación de las Flame Towers, diseñada por HOK, fue reconocida como la mejor del mundo. Las torres se iluminan con ledes que muestran el movimiento de una llama, lo que es visible desde toda la ciudad. Esta iluminación crea el efecto de grandes antorchas, enfatizando el concepto de las Flame Towers, como refleja su nombre.

## En la cultura popular
El edificio apareció en Mega construcciones, una serie televisiva documental que se emite en Discovery Channel y Science Channel. El episodio llamado "La Impresionante Transformación de Azerbaiyán" se emitió el 22 de abril de 2011 como parte de la Temporada 9.
La celebración de Eurovisión 2012 en Azerbaiyán tras su victoria en 2011 las pusieron en el primer plano. Las Flame Towers aparecieron en los vídeos de muchos participantes.

## Galería de imágenes

Escudo de Bakú